# Emerson Palmieri
Emerson Palmieri dos Santos, född 3 augusti 1994, är en brasiliansk-italiensk fotbollsspelare som spelar för West Ham United.

## Klubbkarriär
Den 30 januari 2018 värvades Emerson av Chelsea, där han skrev på ett 4,5-årskontrakt. Den 19 augusti 2021 lånades Emerson ut till franska Lyon på ett säsongslån.
Den 23 augusti 2022 värvades Emerson av West Ham United, där han skrev på ett fyraårskontrakt med en option på ett ytterligare år.